# Radio Disney Music Awards 2016
Die Verleihung der Radio Disney Music Awards 2016 fanden am 30. April 2016 im Microsoft Theater in Los Angeles, Kalifornien, statt. Ausgestrahlt wurde die Show am 1. Mai 2016 auf dem Disney Channel. In Deutschland war sie am 4. Mai 2016 auf dem deutschen Disney Channel zu sehen.

## Auftritte
Folgende Künstler traten während der Veranstaltung auf:
- Flo Rida – My House
- Ariana Grande – Dangerous Woman
- Hailee Steinfeld/DNCE/Hudson Thames – Love Myself / Rock Bottom / How I Want Ya
- Jordan Smith – Stand in the Light
- Sabrina Carpenter – Smoke and Fire
- Laura Marano – Boombox
- Sofia Carson – Love is the Name
- Zara Larsson – Lush Life
- Justin Bieber – Love Yourself
- Daya – Hide Away
- Kelsea Ballerini – Peter Pan
- Gwen Stefani – Make Me Like You
- DNCE – Cake by the Ocean

## Auszeichnungen

### Beste Sängerin
Selena Gomez
- Adele
- Meghan Trainor
- Taylor Swift

### Bester Sänger
Ed Sheeran
- Justin Bieber
- Nick Jonas
- Shawn Mendes

### Beste Musikgruppe
Fifth Harmony
- Fall Out Boy
- One Direction
- R5

### Beste Band
5 Seconds of Summer
- Sheppard
- The Vamps
- Imagine Dragons

### Bester Song
Taylor Swift – Bad Blood
- OMI – Cheerleader
- Shawn Mendes – Stitches
- Silentó – Watch Me (Whip/Nae Nae)

### Bester Song für Verliebte
One Direction – Perfect
- Ellie Goulding – Love Me like You Do
- Charlie Puth – One Call Away
- Tori Kelly – Should've Been Us

### Die wildesten Fans
Harmonizers von Fifth Harmony
- Beliebers von Justin Bieber
- Directioners von One Direction
- Swifties von Taylor Swift

### Durchbruch des Jahres
Tori Kelly
- Alessia Cara
- Charlie Puth
- Rachel Platten

### Bester Newcomer
Kelsea Ballerini
- DNCE
- Daya
- Nathan Sykes

### Bester Gute-Laune-Song
Meghan Trainor – Better When I'm Dancin
- OMI – Cheerleader
- Flo Rida feat. Robin Thicke & Verdine White – I Don't Like It, I Love It

### Alle Reden über …
Taylor Swift
- Justin Bieber
- One Direction

### Neuerster Ohrwurm
Justin Bieber – What Do You Mean?
- DNCE – Cake by the Ocean
- Dawin feat. Silentó – Dessert
- Max Schneider feat. Hoodie Allen – Gibberish

### Beste Hymne
Sabrina Carpenter – Eyes Wide Open
- DNCE – Cake by the Ocean
- Demi Lovato – Confident
- Andy Grammar – Honey, I'm Good.

### Beste Tanznummer
Ariana Grande – Focus
- Becky G – Break A Sweat
- Fall Out Boy – Uma Thurman
- Silentó – Watch Me (Whip/Nae Nae)

### Bester Schlussmach-Song
Taylor Swift – Bad Blood
- Adele – Hello
- Justin Bieber – Sorry
- Shawn Mendes – Stitches

### Bester Style
Becky G
- Gwen Stefani
- Taylor Swift
- Zendaya

### Bester Country-Künstler/-in
Maddie & Tae
- Hunter Hayes
- Kelsea Ballerini
- Sam Hunt

### Bester Country-Song
Maddie & Tae – Fly
- Kelsea Ballerini – Dibs
- RaeLynn – God Made Girls
- Dan + Shay – Nothin' Like You

### Radio Disney Hero Award
Gwen Stefani